# 앨러스터 매킨타이어
앨러스터 차머스 매킨타이어(영어: Alasdair Chalmers MacIntyre, 영어 발음: /ˈæləstər ˈmækɪnˌtaɪər/, 1929년 1월 12일 ~ 2025년 5월 21일)는 도덕 철학과 정치 철학, 철학의 역사, 그리고 신학분야에 공헌한 스코틀랜드의 철학자이자 기독교 윤리학자이다. '덕의 상실'(After Virtue (1981)) 은 그의 대표작이다. 그는 노트르담 대학교의 명예교수이며, 브랜다이스 대학, 듀크 대학, 밴더빌트 대학교 및 보스턴 대학교에서 가르쳤다. 스탠리 하우어워스와 함께 덕 윤리학을 주도하고 있다.

## 저서
- 덕의 상실
- Whose Justice? Which Rationality?

## 같이 보기
- 기독교 윤리